# Romain Poté
Romain Poté (Wetteren, 1 december 1935 - Halle, 6 mei 2010) was een Belgische atleet, die was gespecialiseerd in de sprint en het verspringen. Hij nam eenmaal deel aan de Olympische Spelen en veroverde twee Belgische titels.

## Biografie
Poté behaalde in 1959 op de universiade brons op de 100 m. Hij werd dat jaar ook Belgisch kampioen in het verspringen. In 1960 nam hij deel aan de Spelen van Rome, waar hij uitkwam op de 100 m, de 200 m en het verspringen, waarin hij telkens reeds uitgeschakeld werd in de reeksen. In 1961 werd hij Belgisch kampioen op de 200 m.
Beroepsmatig was Poté rijkswachter. Hij behaalde een doctoraat in de criminologie. Als rijkswachter ging hij werken bij Via Secura, de voorloper van het Belgisch Instituut voor Verkeersveiligheid. Hij stond als verkeerskundige mee aan de wieg van de VRT Verkeersredactie en Kijk uit.

### Clubs
Poté was aangesloten bij KAA Gent.

## Belgische kampioenschappen
| Onderdeel   | Jaar |
| ----------- | ---- |
| 200 m       | 1961 |
| verspringen | 1959 |

## Persoonlijke records
| Onderdeel   | Prestatie | Datum           | Plaats  |
| ----------- | --------- | --------------- | ------- |
| 100 m       | 10,5 s    | 22 mei 1960     | Algiers |
| 200 m       | 21,3 s    | 7 augustus 1960 | Brugge  |
| verspringen | 7,47 m    | 23 juni 1960    | Brussel |

## Palmares

### 100 m
- 1959:  Universiade in Turijn - 10,8 s
- 1960: 5e reeks OS in Rome – 11,0

### 200 m
- 1960: 4e reeks OS in Rome – 22,1
- 1961:  BK AC - 21,4 s

### verspringen
- 1959:  BK AC - 7,18 m
- 1960: kwal. OS in Rome – 6,92 m